# 烏克蘭希臘禮天主教庫里奇巴聖若翰洗者總教區
烏克蘭希臘禮天主教庫里奇巴聖若翰洗者總教區（拉丁語：Archieparchia Sancti Ioannis Baptistae Curitibensis Ucrainorum）是巴西一個東儀天主教教省總教區（烏克蘭希臘禮），下轄一個教區。
2010年有教友162,000人、廿三個堂區、107名司鐸。現任教區總主教為瓦爾多米羅·考貝奇。
巴西東方禮代牧區於1962年5月30日成立，1971年11月29日升為教區。2014年5月2日升為總教區。